# Ourouer-les-Bourdelins
Ourouer-les-Bourdelins település Franciaországban, Cher megyében. Lakosainak száma 605 fő (2022. január 1.). Ourouer-les-Bourdelins Charly, Cornusse, Croisy, Flavigny, Germigny-l’Exempt és Vereaux községekkel határos.

## Népesség
A település népessége az elmúlt években az alábbi módon változott:
| Lakosok száma | 893  | 758  | 740  | 645  | 648  | 626  | 615  | 614  | 611  | 605  |
|               | 1968 | 1982 | 1990 | 2006 | 2013 | 2015 | 2017 | 2019 | 2020 | 2022 |